# Satz von Ky Fan
In der Theorie der konvexen Funktionen, einem Teilgebiet der Mathematik zwischen Funktionalanalysis und numerischer Mathematik, wurde das Von Neumann'sche Minimax-Theorem (englisch Von Neumann minimax theorem) von verschiedenen Autoren und auf vielfache Weise verallgemeinert und abgewandelt. Die dabei gewonnenen Resultate nennt man Minimaxsätze (englisch minimax theorems). Einer der vielgenannten Minimaxsätze ist derjenige Lehrsatz, welcher von dem Mathematiker Ky Fan im Jahre 1953 vorgelegt wurde und den man auch als Satz von Ky Fan bezeichnet. Einen dem Ky Fan'schen sehr ähnlichen Minimaxsatz hat Heinz König im Jahre 1968 geliefert.

## Formulierung des Satzes
An die Monographie von Peter Kosmol anschließend lässt sich der Ky Fan'sche Satz wie folgt formulieren:
Gegeben seien eine nichtleere Menge {\displaystyle X} und ein nichtleerer kompakter topologischer Raum {\displaystyle Y} sowie eine reellwertige Funktion {\displaystyle f\colon X\times Y\to \mathbb {R} }.
Die Funktion {\displaystyle f} sei F-konkav bezüglich {\displaystyle X} und F-konvex bezüglich {\displaystyle Y}.
 Zudem sei {\displaystyle f(x_{0},{\cdot })\colon Y\to \mathbb {R} \;,\;y\mapsto f(x_{0},y)\;,\;} für jedes {\displaystyle x_{0}\in X} eine unterhalbstetige Funktion.

Dann gilt
{\displaystyle \sup _{x\in X}\inf _{y\in Y}{f(x,y)}=\inf _{y\in Y}\sup _{x\in X}{f(x,y)}}.

### Von Neumann'sches Minimax-Theorem
Der Satz von Ky Fan führt direkt zu der folgenden Version des Von Neumann'schen Minimax-Theorems:
Gegeben seien nichtleere kompakte, konvexe Teilmengen {\displaystyle X\subseteq \mathbb {R} ^{m}\;(m\in \mathbb {N} )} und {\displaystyle Y\subseteq \mathbb {R} ^{n}\;(n\in \mathbb {N} )} sowie eine stetige Funktion {\displaystyle f\colon X\times Y\to \mathbb {R} }.
Für jedes {\displaystyle x_{0}\in X} sei {\displaystyle f(x_{0},{\cdot })\colon Y\to \mathbb {R} } ein konvexes Funktional und für jedes {\displaystyle y_{0}\in Y} sei {\displaystyle f({\cdot },y_{0})\colon X\to \mathbb {R} } ein konkaves Funktional.

Dann gibt es einen Sattelpunkt {\displaystyle ({\hat {x}},{\hat {y}})} von {\displaystyle f} und es gilt
{\displaystyle \max _{x\in X}\min _{y\in Y}{f(x,y)}=f({\hat {x}},{\hat {y}})=\min _{y\in Y}\max _{x\in X}{f(x,y)}}.
Geläufiger als diese Version des Von Neumann'schen Minimax-Theorems ist indes eine, bei der das obige Funktional direkt abhängig ist von einer reellen quadratischen Matrix und die nach Beckenbach/Bellmann folgendermaßen zu formulieren ist:
Gegeben seien das reelle Simplex {\displaystyle \Delta =\{x\in \mathbb {R} ^{n}\colon x_{i}\geq 0\,(i=1,\ldots ,n)\ {\text{und}}\ \sum _{i=1}^{n}{x_{i}}=1\}} sowie eine Matrix {\displaystyle A\in {\mathbb {R} }^{n\times n}}.

Dann gilt die Ungleichung
{\displaystyle \max _{x\in \Delta }\min _{y\in \Delta }{\sum _{i,j=1}^{n}\left(x_{i}\cdot a_{ij}\cdot y_{j}\right)}=\min _{y\in \Delta }\max _{x\in \Delta }{\sum _{i,j=1}^{n}\left(x_{i}\cdot a_{ij}\cdot y_{j}\right)}}.

### Allgemeiner Hintergrund
Dem Minimaxsatz liegt ein allgemeiner Satz der Ordnungstheorie zugrunde:
Gegeben seien nichtleere Mengen {\displaystyle X} und {\displaystyle Y} sowie eine numerische Funktion {\displaystyle f\colon X\times Y\to {\bar {\mathbb {R} }}}.

Dann gilt
{\displaystyle \sup _{x\in X}\inf _{y\in Y}{f(x,y)}\leq \inf _{y\in Y}\sup _{x\in X}{f(x,y)}}.

Gibt es dabei ein Element {\displaystyle ({\hat {x}},{\hat {y}})\in X\times Y} mit {\displaystyle f(x,{\hat {y}})\leq {f({\hat {x}},{\hat {y}})}\leq {f({\hat {x}},y)}} für alle {\displaystyle x\in X} und alle {\displaystyle y\in Y}, so gilt sogar
{\displaystyle \sup _{x\in X}\inf _{y\in Y}{f(x,y)}=f({\hat {x}},{\hat {y}})=\inf _{y\in Y}\sup _{x\in X}{f(x,y)}}.

## Ungleichung von Ky Fan
Im Zusammenhang mit dem obigen Minimaxsatz von Ky Fan ist eine Ungleichung erwähnenswert, die von Ky Fan im Jahre 1972 vorgestellt wurde und die sich nicht nur als gleichwertig mit dem Fixpunktsatz von Brouwer erwiesen hat, sondern überdies eine Reihe von Existenzsätzen der Nichtlinearen Funktionalanalysis nach sich zieht. Diese Ky Fan'sche Ungleichung (englisch Ky Fan's inequality) lässt sich wie folgt angeben:
Gegeben seien ein hausdorffscher topologischer Vektorraum {\displaystyle H} und darin eine nichtleere, kompakte, konvexe Teilmenge {\displaystyle X\subseteq H} sowie eine reellwertige Funktion {\displaystyle f\colon X\times X\to \mathbb {R} }.
Es sei jedes Funktional {\displaystyle f(x_{0},{\cdot })\colon X\to \mathbb {R} \;(x_{0}\in X)} unterhalbstetig  und jedes Funktional {\displaystyle f({\cdot },y_{0})\colon X\to \mathbb {R} \;(y_{0}\in X)} sei quasikonkav.
Dann gilt die Ungleichung
{\displaystyle \inf _{y\in X}\sup _{x\in X}{f(x,y)}\leq \sup _{x\in X}{f(x,x)}}

und dabei gibt sogar einen Raumpunkt {\displaystyle {\hat {y}}\in X} mit
{\displaystyle \sup _{x\in X}{f(x,{\hat {y}})}=\min _{y\in X}\sup _{x\in X}{f(x,y)}\leq \sup _{x\in X}{f(x,x)}}.

## Erläuterungen und Anmerkungen
- Eine Funktion {\displaystyle f\colon X\times Y\to \mathbb {R} } heißt F-konkav bezüglich {\displaystyle X}, wenn sie folgende Eigenschaft hat:

Es gibt für {\displaystyle x_{1}\in X\;,\;x_{2}\in X\;,\;\kappa \in [0,1]} stets ein {\displaystyle x_{0}\in X}, so dass für jedes {\displaystyle y\in Y} die Ungleichung {\displaystyle f(x_{0},y)\geq \kappa f(x_{1},y)+(1-\kappa )f(x_{2},y)} erfüllt ist.
- Eine Funktion {\displaystyle f\colon X\times Y\to \mathbb {R} } heißt F-konvex bezüglich {\displaystyle Y}, wenn sie folgende Eigenschaft hat:

Es gibt für  {\displaystyle y_{1}\in Y\;,\;y_{2}\in Y\;,\;\lambda \in [0,1]} stets ein {\displaystyle y_{0}\in Y}, so dass für jedes für jedes {\displaystyle x\in X} die Ungleichung {\displaystyle f(x,y_{0})\leq \lambda f(x,y_{1})+(1-\lambda )f(x,y_{1})} erfüllt ist.
- Die Bezeichnungen F-konkav und F-konvex benutzt Peter Kosmol, um darzustellen, dass die Funktion {\displaystyle f} nach der von Ky Fan gewählten Herangehensweise Merkmale hat, die an Konvexität und Konkavität erinnern und diese dabei sogar verallgemeinern. Es ist nach dieser Herangehensweise nicht notwendig, dass der zugrunde liegende Raum ein linearer Raum ist.
- Jede stetige reellwertige Funktion ist auch unterhalbstetig.
- Ein Element {\displaystyle ({\hat {x}},{\hat {y}})\in X\times Y}, welches die in dem obigen allgemeinen Hintergrundsatz aufgeführten Ungleichungen in Bezug auf eine numerische Funktion {\displaystyle f\colon X\times Y\to {\bar {\mathbb {R} }}} erfüllt, wird auch Sattelpunkt von {\displaystyle f} genannt.
- Beim Beweis des allgemeinen Hintergrundsatz erweist sich als ausschlaggebend, dass die erweiterten reellen Zahlen {\displaystyle {\bar {\mathbb {R} }}} einen vollständigen Verband bilden. Der Hintergrundsatz lässt sich also in entsprechender Weise auch auf den Fall ausdehnen, dass die dortige Funktion {\displaystyle f} in einen solchen abbildet.
- Die obige erste Version des Von Neumann'schen Minimax-Theorems (bzw. eine im Wesentlichen gleichwertige Fassung davon) gibt Philippe G. Ciarlet in seiner Monographie Linear and Nonlinear Functional Analysis with Applications als Ky Fan-Sion theorem (deutsch Satz von Ky Fan und Sion) wieder.[17]
- Die obige zweite Version des Von Neumann'schen Minimax-Theorems folgt offenbar aus der ersten, da das Funktional {\displaystyle (x,y)\mapsto f(x,y)=\sum _{i,j=1}^{n}\left(x_{i}\cdot a_{ij}\cdot y_{j}\right)} offenbar eine bilineare Abbildung ist.
- Dass die Ungleichung von Ky Fan im Jahre 1972 vorgestellt wurde, weist Jean-Pierre Aubin in seiner Monographie Optima and Equilibria aus, wobei er offenbar Bezug auf das Erscheinungsjahr des Tagungsbandes der Inequalities - III nimmt. Die Tagung selbst fand im September 1969 statt.[18]
- Der Nachweis, dass die Ungleichung von Ky Fan den Brouwer'schen Fixpunktsatz nach sich zieht, ist leicht zu führen. An Aubins Darstellung in Optima and Equilibria anschließend setzt man dazu für eine auf der Einheitskugel {\displaystyle X=D^{n}\subseteq \mathbb {R} ^{n}\;(n\in \mathbb {N} )} gegebene stetige Selbstabbildung {\displaystyle \phi \colon D^{n}\to D^{n}} die reellwertige Funktion  {\displaystyle f\colon D^{n}\times D^{n}\to \mathbb {R} } durch {\displaystyle D^{n}\times D^{n}\ni (x,y)\mapsto f(x,y):={\langle y-x,y-\phi (y)\rangle }} fest, wobei {\displaystyle \langle {\cdot },{\cdot }\rangle \colon \mathbb {R} ^{n}\times \mathbb {R} ^{n}\to \mathbb {R} ,} das reelle Standardskalarprodukt ist. Dann ist {\displaystyle f} offenbar stetig und für jedes {\displaystyle y_{0}\in D^{n}} ist {\displaystyle f({\cdot },y_{0})\colon D^{n}\to \mathbb {R} } eine affine Abbildung. Damit sind die der Ungleichung von Ky Fan zugrundeliegenden Voraussetzungen erfüllt und es gibt ein {\displaystyle {\hat {y}}\in D^{n}} mit {\displaystyle \sup _{x\in X}{\langle {\hat {y}}-x,{\hat {y}}-\phi ({\hat {y}})\rangle }\leq 0}. Dies impliziert {\displaystyle {\langle {\hat {y}}-\phi ({\hat {y}}),{\hat {y}}-\phi ({\hat {y}})\rangle }={\|{\hat {y}}-\phi ({\hat {y}})\|}^{2}\leq 0} und schließlich {\displaystyle \phi ({\hat {y}})={\hat {y}}}.[19]